# Organisation judiciaire en Suisse

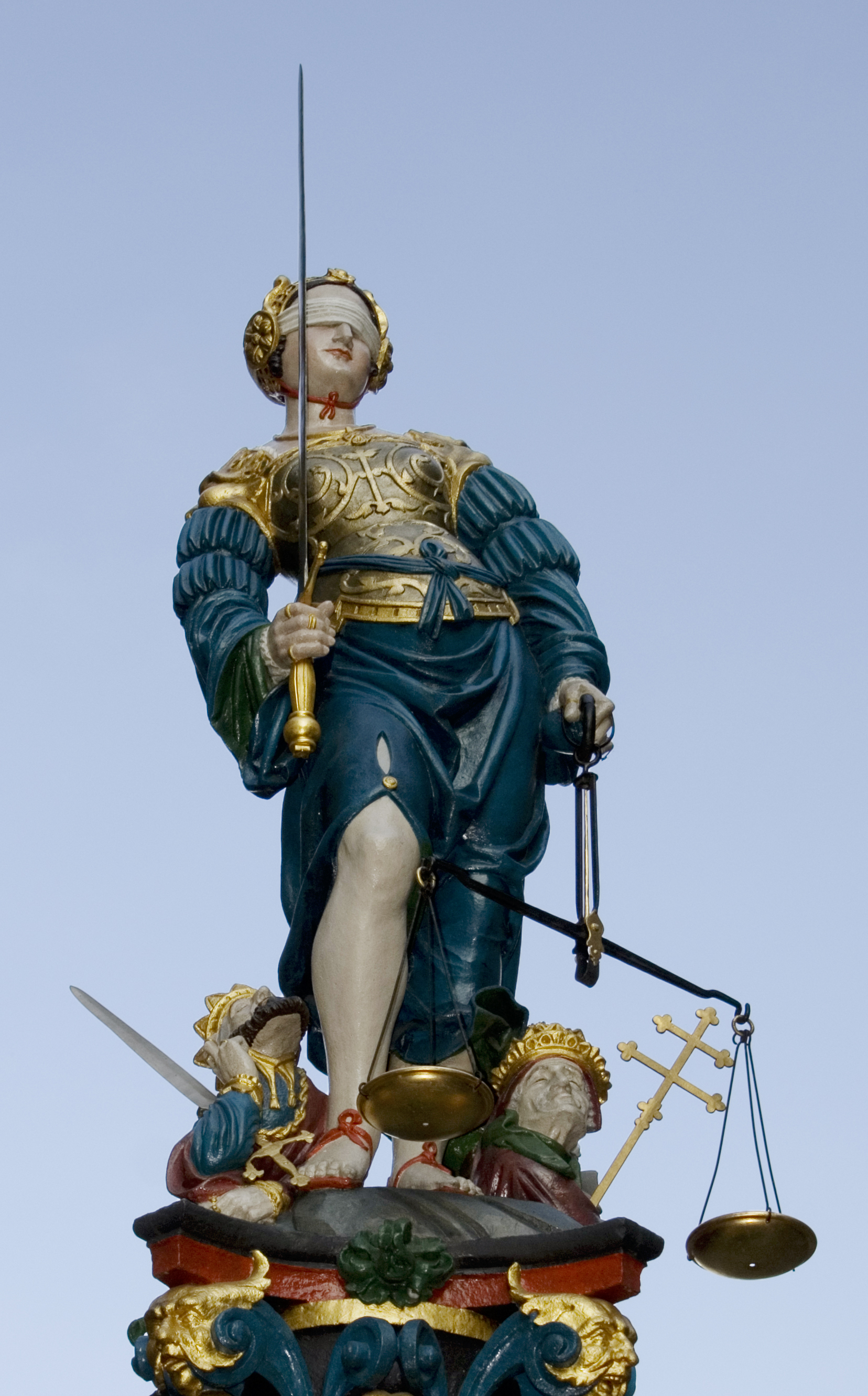
Allégorie de la Justice, à la Gerechtigkeitsbrunne à Berne.

En Suisse, l’organisation judiciaire est une compétence répartie entre la Confédération et les cantons. Les procédures civile, pénale et administrative ont été unifiées au niveau fédéral mais la création et l’organisation des tribunaux est dans la compétence des cantons. 

## Principes
Selon la Constitution fédérale, « toute personne a droit, dans une procédure judiciaire ou administrative, à ce que sa cause soit traitée équitablement et jugée dans un délai raisonnable ». Les audiences et le prononcé sont en principe public.
Les tribunaux d'exception sont interdits en Suisse.

## Niveau institutionnel

### Fédéral
Le Tribunal fédéral est défini par la Constitution fédérale comme « autorité suprême de la Confédération ».

### Cantonal
Les cantons déterminent leur organisation judiciaire en matière de droit civil et de droit pénal.

### Bases légales
- Constitution fédérale de la Confédération suisse (Cst.) du 18 avril 1999 (état le 1er janvier 2020), RS 101.

- Loi fédérale d’organisation judiciaire (OJ) 16 décembre 1943, ex RS 173.110 (cette loi n'est plus en vigueur, substituée par la LTF).
- Loi sur le Tribunal fédéral (LTF) du 17 juin 2005 (état le 1er janvier 2019), RS 173.110.
- Code de procédure civile (CPC) du 19 décembre 2008 (état le 1er juillet 2020), RS 272.
- Code de procédure pénale suisse (CPP) du 5 octobre 2007 (état le 1er février 2020), RS 312.0.
- Loi fédérale sur la poursuite pour dettes et la faillite (LP) du 11 avril 1889 (état le 20 octobre 2020), RS 281.1.
- Loi fédérale sur la procédure administrative (PA) du 20 décembre 1968 (état le 1er avril 2020), RS 172.021.

#### Tribunaux fédéraux
- Tribunal fédéral (Suisse)
- Tribunal administratif fédéral (Suisse)
- Tribunal pénal fédéral
- Tribunal fédéral des brevets (Suisse)
- Tribunal fédéral des assurances (Suisse)

#### Tribunaux cantonaux
- Tribunal cantonal vaudois
- Tribunal cantonal valaisan